# Omocestus minutissimus
Omocestus minutissimus is een rechtvleugelig insect uit de familie veldsprinkhanen (Acrididae). De wetenschappelijke naam van deze soort is voor het eerst geldig gepubliceerd in 1832 door Brullé.